# Európai Filmdíj a legjobb trükkmesternek
A legjobb trükkmester (angolul: European Film Award for Best Visual Effects) elismerés az Európai Filmdíjak egyike, amelyet az Európai Filmakadémia 2018 óta ítél oda az év európai filmterméséből legjobbnak tartott vizuális effektusok tervezőinek. A díjátadóra felváltva Berlinben, illetve egy-egy európai városban megrendezett gála keretében kerül sor minden év végén.
2018 óta önálló kategória, előtte csupán a lehetősége volt megteremtve a díjazásnak az Európai Filmakadémia kiválóságdíja kategóriában a látványtervezőkkel, vágókkal, jelmeztervezőkkel, hangzástervezőkkel, valamint a fodrász-, smink- és maszkmesterekkel együtt, akik közül csak az egyik szakma képviselői nyerhették el a díjat.
E filmes munkakör képviselőit nem jelölik Európai Filmdíjra, hanem az elismerésben részesítendő alkotóról egy nyolctagú szakmai zsűri dönt, azon filmek VFX-művészei közül, amelyek szerepelnek az Európai Filmdíjra számításba vett alkotások listáján. A technikai díjkategóriák zsűrijének összetétele a következő:
1. egy operatőr,
2. egy filmvágó,
3. egy látványtervező
4. egy jelmeztervező,
5. egy fodrász- és sminkmester,
6. egy zeneszerző,
7. egy hangzástervező,
8. egy vizuális effekt művész.

A díjra csak olyan jelöltek jöhetnek számításba, akik Európában születtek, illetve európai állampolgárok (európai állam útlevelével rendelkeznek).

## Díjazottak és jelöltek

### 2010-es évek
| Év                                                                           | Nyertesek és jelöltek       | Magyar címe     | Eredeti címe                        | Ország  | Megjegyzés |
| ---------------------------------------------------------------------------- | --------------------------- | --------------- | ----------------------------------- | ------- | ---------- |
| 2018                                                                         |                             |                 |                                     |         |            |
| Peter Hjorth                                                                 | Határeset                   | Gräns           | Svédország · Dánia                  | [ * 1 ] |            |
| 2019                                                                         |                             |                 |                                     |         |            |
| Martin Ziebell Sebastian Kaltmeyer Néha Hirve Jesper Brodersen Torgeir Busch | Történetek a végtelenségről | Om det oändliga | Svédország · Németország · Norvégia | [ * 2 ] |            |

### 2020-as évek
| Év                                                                       | Nyertesek és jelöltek          | Magyar címe             | Eredeti címe                                                   | Ország  | Megjegyzés |
| ------------------------------------------------------------------------ | ------------------------------ | ----------------------- | -------------------------------------------------------------- | ------- | ---------- |
| 2020                                                                     |                                |                         |                                                                |         |            |
| Iñaki Madariaga                                                          | A platform                     | El hoyo                 | Spanyolország                                                  | [ * 3 ] |            |
| 2021                                                                     |                                |                         |                                                                |         |            |
| Peter Hjorth Fredrik Nord                                                | Bárány                         | Dýrið                   | Izland · Svédország · Lengyelország                            | [ * 4 ] |            |
| 2022                                                                     |                                |                         |                                                                |         |            |
| Frank Petzold Viktor Müller Markus Frank                                 | Nyugaton a helyzet változatlan | Im Westen nichts Neues  | Németország                                                    | [ * 5 ] |            |
| 2023                                                                     |                                |                         |                                                                |         |            |
| Félix Bergés Laura Pedro                                                 | A hó társadalma                | La sociedad de la nieve | Spanyolország                                                  | [ * 6 ] |            |
| 2024                                                                     |                                |                         |                                                                |         |            |
| Bryan Jones Pierre Procoudine-Gorsky Chervin Shafaghi Guillaume Le Gouez | A szer                         | The Substance           | Egyesült Királyság · Amerikai Egyesült Államok · Franciaország | [ * 7 ] |            |